# John Stoll
Pour les articles homonymes, voir Stoll.
Johann Leslie C. Stoll, alias John Stoll, est un directeur artistique britannique né le 12 décembre 1913 à Londres (Angleterre) et mort le 25 juin 1990 à Londres (Angleterre).

## Filmographie (sélection)

### Cinéma
- 1950 : Odette, agent S 23 (Odette) d'Herbert Wilcox
- 1951 : Le Voyage fantastique (No Highway) d'Henry Koster
- 1961 : Un si bel été (The Greengage Summer) de Lewis Gilbert
- 1962 : Lawrence d'Arabie de David Lean
- 1964 : La Septième Aube (The 7th Dawn) de Lewis Gilbert
- 1966 : Les Centurions (Lost Command) de Mark Robson
- 1967 : Comment j'ai gagné la guerre (How I Won the War) de Richard Lester
- 1970 : Cromwell de Ken Hughes
- 1973 : Le Voyage fantastique de Sinbad (The Golden Voyage of Sinbad) de Gordon Hessler
- 1979 : L'Arme au poing (Firepower) de Michael Winner

### Télévision
- 1977 : L'Homme au masque de fer de Mike Newell
- 1978-1979 : Le Retour du Saint (15 épisodes)
- 1979 : À l'Ouest, rien de nouveau de Delbert Mann
- 1980 : A Tale of Two Cities de Jim Goddard
- 1982 : The Hunchback of Notre Dame de Michael Tuchner et Alan Hume
- 1983 : La Pourpre et le Noir de Jerry London

## Distinctions

### Récompenses
- Oscars 1963 : Oscar des meilleurs décors pour Lawrence d'Arabie

### Nominations
- 1980 : Primetime Emmy Awards de la meilleure direction artistique pour un téléfilm pour À l'Ouest, rien de nouveau